# Itamar Assumpção
Itamar Assumpção, all'anagrafe Francisco José Itamar de Assumpção (Tietê, 12 settembre 1949 – São Paulo, 12 giugno 2003), è stato un cantautore, compositore e produttore discografico brasiliano.
Fu uno dei maggiori esponenti della cosiddetta Vanguarda Paulista, vale a dire della scena musicale alternativa che tra gli anni '70 e '80 ha avuto il suo epicentro a San Paolo.

## Biografia
Nato a Tietê, a 12 anni si trasferì ad Arapongas, dove studiò contabilità e imparò a suonare chitarra e basso. Dopo aver preso parte ad alcuni spettacoli teatrali e musicali e aver conosciuto Arrigo Barnabé, nel 1973 decise di trasferirsi a San Paolo per meglio perseguire una carriera da musicista. Qui prese contatto con gli altri artisti che insieme a lui diventeranno punti di riferimento della Vanguarda Paulista. Tenne le prime esibizioni nel Teatro Lira Paulistana.
Si fece notare presso il grande pubblico nel 1979, con la partecipazione al Festival Musicale di TV Cultura. Tra il 1983 e il 1986 incise tre album con l'etichetta Lira Paulistana, mentre nel 1988 fece uscire il suo primo album co-prodotto da una major, Intercontinental! Quem Diria! Era Só o que Faltava!.
Nei primi anni '90 creò una sua etichetta indipendente, Baratos Afins, con cui produsse la trilogia Bicho de Sete Cabeças, a cui parteciparono Rita Lee e Tom Zé, nonché album di altri artisti tra cui Fortuna e Alzíra Espíndola.
Morì nel 2003 di cancro al colon.
Le figlie Anelis e Serena hanno entrambe intrapreso la carriera musicale.

## Discografia

### Album in studio
- Beleléu, Leléu (Eu. Lira Paulistana, 1980)
- Às Próprias Custas S.A. Isca Gravações Musicais Ltda., 1981)
- Sampa Midnight (Isso Não Vai Ficar Assim, MPA, 1983)
- Intercontinental! Quem Diria! Era Só o Que Faltava!!! (Continental, 1988)
- Bicho de Sete Cabeças - Vol I (Baratos Afins, 1993)
- Bicho de Sete Cabeças - Vol II (Baratos Afins, 1993)
- Bicho de Sete Cabeças - Vol III (Baratos Afins, 1993)
- Ataulfo Alves por Itamar Assumpção - Pra Sempre Agora (Paradoxx, 1996)
- Pretobrás - Por Que Que Eu Não Pensei Nisso Antes? (Atração Fonográfica, 1998)
- Vasconcelos e Assumpção - Isso Vai Dar Repercussão, postumo (Elo Music/Boitatá, 2004, con Naná Vasconcelos)
- Pretobrás II - Maldito Vírgula, postumo (Selo SESC, 2010)
- Pretobrás III - Devia Ser Proibido, postumo (Selo SESC, 2010)

### Album live
- Próprias Custas S/A (Eu. Lira Paulistana, 1986)